# Station Stryken
Station Stryken is een station in Stryken in de gemeente Lunner in fylke Viken in Noorwegen. Het station aan Gjøvikbanen werd geopend in 1917. Treinen stoppen alleen in de winter in Stryken.